# Odd Iversen
Odd Iversen (Trondheim, 6 de novembro de 1945 — 29 de dezembro de 2014) foi um jogador de futebol norueguês, que atuava como atacante.
Iversen foi um dos maiores jogadores da história de seu país, sendo quatro vezes artilheiro do campeonato nacional 1967, 1968, 1969 e 1979, sendo que na temporada de 1968, tornou-se o maior artilheiro em uma única edição, com trinta gols marcados, em dezoito partidas. É o terceiro maior artilheiro da história do torneio, tendo marcado 158 gol na história. Fica atrás de Petter Belsvik (2003), com 159 gols, e Harald Martin Brattbakk, com 166 (em novembro de 2005).
Atuou no Rosenborg, Vålerenga e Racing Mechelen, da Bélgica. Em 45 partidas pela seleção nacional, marcou 19 gols.
É pai do também atacante Steffen Iversen.